# 天主教共产主义
天主教共产主义（英語：Catholic communism），又称天主教布尔什维克主义、基督教布尔什维克主义、左翼天主教、白色布尔什维克主义，是基督教共产主义的一种形式，将天主教与共产主义和布尔什维克主义相结合。该思想最早于1930年代在意大利的“天主教行动”组织成员中出现。天主教共产主义者将共产主义视为天主教社会思想的实现，他们接受历史唯物主义，但同时拒绝马克思列宁主义中的辩证唯物主义和无神论。